# Canton de Lauzerte
Le canton de Lauzerte est un ancien canton français du département de Tarn-et-Garonne et de la région Midi-Pyrénées.

## Communes
Le canton de Lauzerte comprenait 10 communes et comptait 4 883 habitants (population municipale) au 1er janvier 2010.
| Nom                     | Code Insee | Intercommunalité               | Superficie (km2) | Population (dernière pop. légale) | Densité (hab./km2) |
| ----------------------- | ---------- | ------------------------------ | ---------------- | --------------------------------- | ------------------ |
| Lauzerte                | 82094      | CC du Pays de Serres en Quercy | 44,56            | 1 482 (2014)                      | 33                 |
| Bouloc-en-Quercy        | 82021      | CC du Pays de Serres en Quercy | 14,81            | 194 (2014)                        | 13                 |
| Cazes-Mondenard         | 82042      | CC du Pays de Serres en Quercy | 58,23            | 1 207 (2014)                      | 21                 |
| Durfort-Lacapelette     | 82051      | CC Terres des Confluences      | 35,83            | 870 (2014)                        | 24                 |
| Montagudet              | 82116      | CC du Pays de Serres en Quercy | 12,18            | 201 (2014)                        | 17                 |
| Montbarla               | 82122      | CC du Pays de Serres en Quercy | 7,38             | 152 (2014)                        | 21                 |
| Saint-Amans-de-Pellagal | 82154      | CC du Pays de Serres en Quercy | 14,51            | 210 (2014)                        | 14                 |
| Sainte-Juliette         | 82164      | CC du Pays de Serres en Quercy | 7,30             | 142 (2014)                        | 19                 |
| Tréjouls                | 82183      | CC du Pays de Serres en Quercy | 13,86            | 246 (2014)                        | 18                 |
| Sauveterre              | 82177      | CC du Pays de Serres en Quercy | 17,40            | 174 (2014)                        | 10                 |

## Représentation

### Conseillers généraux de 1833 à 2015
| Période          | Période      | Identité                                      | Étiquette     | Qualité                                                                                    |
| ---------------- | ------------ | --------------------------------------------- | ------------- | ------------------------------------------------------------------------------------------ |
| 1833             | 1848         | Marquis Léonce d'Escayrac de Lauture          | Droite        | Ancien officier Propriétaire à Cazes-Mondenard Ancien député (1827-1831) Pair de France    |
| 1848             | 1869 (décès) | Louis Léon Gras (1814-1869)                   |               | Avocat, Saint-Amans-de-Pellagal                                                            |
| 1869             | 1871         | Basile Emile Gras (frère du précédent)        |               | Général, propriétaire à Saint-Amans-de-Pellagal                                            |
| 1871             | 1878         | Bernard Bouniol-Saint-Sauveur                 | Droite        | Avocat Maire de Lauzerte (1861-1870 et 1871-1877)                                          |
| 1878             | 1886         | Charles Honoré de Combarieu                   | Républicain   | Propriétaire et médecin Maire de Lauzerte (1888-1892)                                      |
| 1886             | 1893         | Marquis Paul Ernest Léonce d'Escayrac-Lauture | Droite        | Colonel en retraite                                                                        |
| 1893             | 1904         | Jean Baron                                    | Rad.          | Négociant en draperie Maire de Lauzerte (1896-1904), conseiller d'arrondissement           |
| 1904             | 1912 (décès) | Génulphe Pontié                               | Républicain   | Maire de Lauzerte (1904-1912)                                                              |
| 1912             | 1940         | Étienne Baron (fils de J.Baron)               | Rad.          | Négociant - Député (1928-1942) Maire de Lauzerte (1912-1942)                               |
|                  |              |                                               |               |                                                                                            |
| 1945             | 1954 (décès) | Paul Leygue                                   | Rad.          | Directeur d'hôpital Maire de Lauzerte (1945-1953) Président du Conseil Général (1945-1952) |
| 14 novembre 1954 | 1977         | Marcel Mazet                                  | Rad. puis MRG | Maire de Cazes-Mondenard (1947-1977)                                                       |
| 1977             | 1992         | Marcel Dalquié                                | MRG-App. PS   | Magistrat Maire de Lauzerte de 1977 à 1989                                                 |
| 1992             | 2011         | Hervé Andrieu                                 | DVD           | Agriculteur Maire de Cazes-Mondenard (1992-2014)                                           |
| 2011             | 2015         | Pascal Aurientis                              | SE            | Arboriculteur Maire de Saint-Amans-de-Pellagal depuis 2008                                 |

### Conseillers d'arrondissement (de 1833 à 1940)
Le canton de Lauzerte avait deux conseillers d'arrondissement.
Il appartenait à l'arrondissement de Moissac jusqu'à sa disparition en 1926.
| Période                                  | Période | Identité                     | Étiquette   | Qualité |
| ---------------------------------------- | ------- | ---------------------------- | ----------- | --- |
| 1833                                     | 1836    | Henry de Combarieu           |             | Propriétaire, ancien maire de Tréjouls (1821-1832)                                                          |
| 1833                                     | 1848    | Jean Étienne Julien Dufour   |             | Maire de Lauzerte (1832-1842)                                                                               |
| 1836                                     | 1842    | M. Fourniel                  |             | Propriétaire à Lauzerte                                                                                     |
| 1842                                     | 1848    | Mathurin Vissière            |             | Maire de Lauzerte (1842-1848)                                                                               |
|                                          |         |                              |             | |
| 1889                                     | 1893    | Jean Baron                   | Républicain | Négociant en draperie à Lauzerte                                                                            |
| 1889                                     | 1901    | M. Demeaux                   | Républicain | |
| 1901                                     |         | Victor Aurimond (né en 1867) | Républicain | Propriétaire à Cazes-Mondenard                                                                              |
| 1907                                     |         | Célestin Dupeiron            | Républicain | Propriétaire à Durfort                                                                                      |
|                                          |         |                              |             | |
| 1913                                     | 1919    | M. Calmettes                 | Républicain | |
| 1919                                     | 1940    | Maurice Correch              | Radical     | Pharmacien, adjoint au maire de Lauzerte                                                                    |
| 1913                                     | 1940    | Victor Aurimond (1896-1981)  | Radical     | Maire de Cazes-Mondenard (1919-1944)                                                                        |
| 1940                                     |         |                              |             | Les conseils d'arrondissement ont été suspendus par la loi du 12 octobre 1940 et n'ont jamais été réactivés |
| Les données manquantes sont à compléter. |         |                              |             | |

## Histoire
Le canton faisait partie de l'ancien arrondissement de Moissac

## Démographie
| 1962  | 1968  | 1975  | 1982  | 1990  | 1999  | 2006  | 2011  | 2012  |
| ----- | ----- | ----- | ----- | ----- | ----- | ----- | ----- | ----- |
| 6 156 | 5 929 | 5 343 | 5 109 | 4 892 | 4 728 | 4 765 | 4 909 | 4 897 |